# Ngắm chim

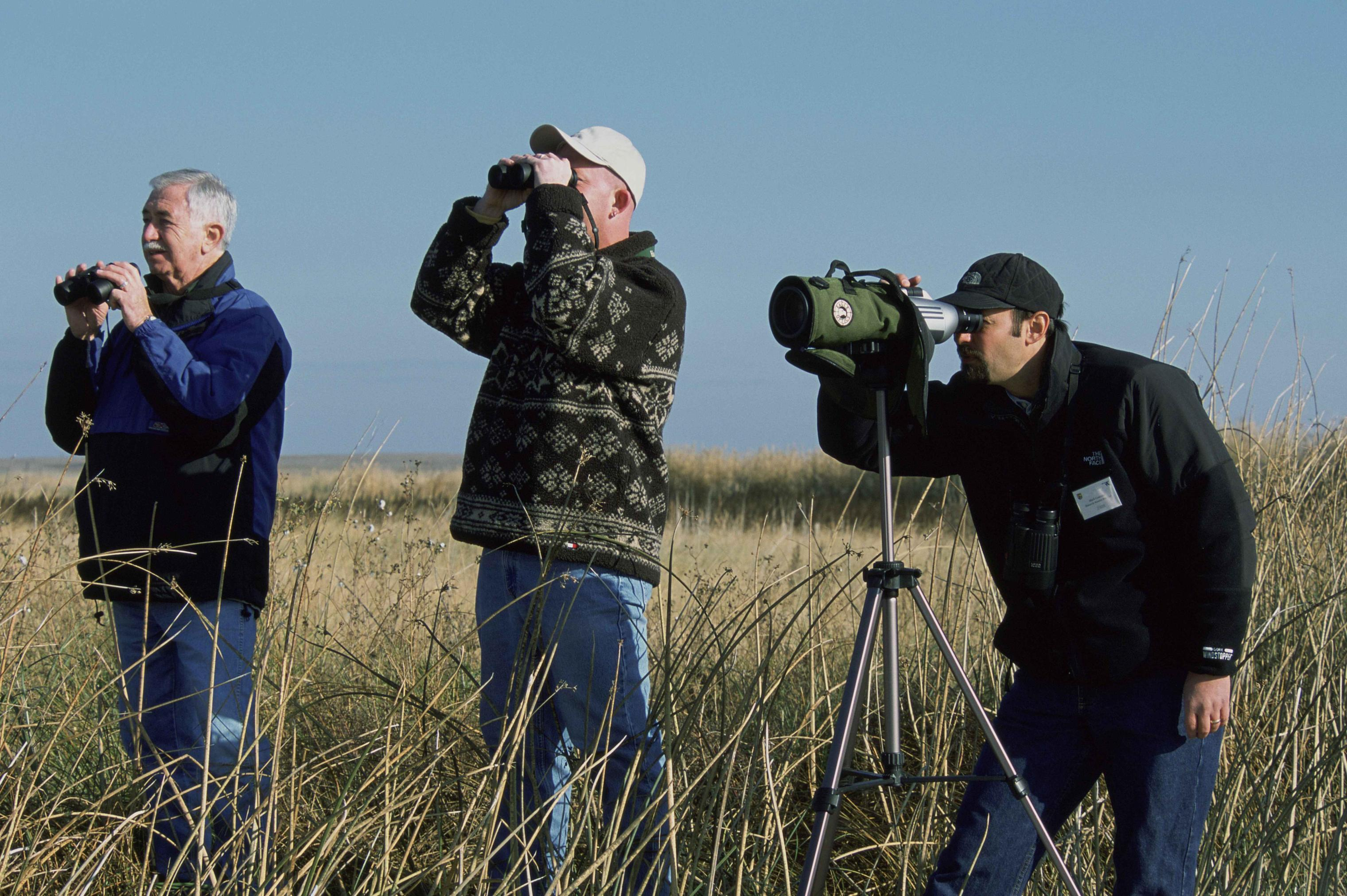
Một nhóm xem chim với ống nhòm và kính viễn vọng

Ngắm chim hay xem chim, là một hình thức quan sát động vật hoang dã chủ yếu qua quan sát chim tại môi trường tự nhiên hoặc công viên. Nó được coi như hoạt động giải trí ngoài trời mang tính khoa học. Trong mội buổi ngắm chim, người ngắm chim dùng mắt thường hoặc các loại thiết bị như ống nhòm và máy ảnh để quan sát, ghi chép lại âm thanh, hình ảnh, đặc điểm của các loài chim bắt gặp được. Hầu hết những người chơi chim theo đuổi hoạt động này vì lý do giải trí hoặc hội nhóm, khác với các nhà nghiên cứu chim bằng các phương pháp khoa học chính thức.

## Lịch sử
Tại Phương Tây, những đề cập đầu tiên về thú ngắm chim được bắt nguồn từ cuối thế kỷ 18 trong các tác phẩm của Gilbert White, Thomas Bewick, và John Clare. Nghiên cứu về chim và lịch sử tự nhiên nói chung ngày càng trở nên phổ biến ở Anh trong Thời kỳ Victoria, thường được hệ thống hóa qua bộ sưu tập chim, hiện vật trứng và lông. Những nhà sưu tập giàu có đã tận dụng hệ thống thuộc địa để lấy mẫu vật từ khắp nơi trên thế giới. Chỉ đến cuối thế kỷ 19, lời kêu gọi bảo vệ chim bắt đầu dẫn đến sự phổ biến ngày càng tăng của thú ngắm chim mà không săn bắn chúng. Ở Hoa Kỳ, hội Audubon bắt đầu bảo vệ các loài chim khỏi việc buôn bán lông vũ, còn Hiệp hội Bảo vệ Chim Hoàng Gia cũng thành lập ở Anh.
Trong tiếng Anh, cụm từ "ngắm chim" xuất hiện lần đầu tiên với tựa đề cuốn sách "Ngắm chim" của Edmund Selous vào năm 1901. Hướng dẫn thực địa sớm nhất ở Hoa Kỳ là cuốn "Chim qua kính Opera" (1889) bởi Florence Bailey.